# 122 a.C.
Il 122 a.C. (CXXII a.C. in numeri romani) è un anno  del II secolo a.C.

## Eventi
- Gneo Domizio Enobarbo, Gaio Fannio Strabone diventano consoli della Repubblica romana.
- Marco Fulvio Flacco e Gaio Sempronio Gracco vengono eletti tribuni della plebe.
- Gaio Sempronio Gracco concede la cittadinanza ai socii
- Inizia la guerra contro gli Allobrogi

## Morti
- Liu An, scrittore e geografo cinese (n. 179 a.C.)